# Joanna Lee
Joanna Lee (Newark, 7 de abril de 1931 - Santa Mônica, 24 de outubro de 2003) foi uma escritora, produtora, diretora e atriz americana. 

## Início da vida
Lee nasceu em Newark, Nova Jersey; aos 20 anos, ela era uma mãe solteira divorciada com um filho, Craig Lee. 

## Carreira
Como atriz, a carreira de Lee foi apenas em pequenos papéis, 10 no total, incluindo sete séries de TV e três longas, todos entre 1956 e 1961. Este último incluiu uma aparição não creditada em um filme menos conhecido de Frank Sinatra, The Joker Is Wild (1957), além de dois filmes de ficção científica de baixo orçamento. Esses dois foram Os Comedores de Cérebro (1958) e um filme que nos anos seguintes viria a ser considerado o clássico cult por excelência "tão ruim que é bom", o Plan 9 from Outer Space (1959), no qual Lee interpreta "Tanna" a garota do espaço.
Um grave acidente de carro em 1961 exigiu uma mudança de carreira. Em 1962, Lee havia conseguido trabalhos de redação para My Three Sons e Os Flintstones. Ela escreveu um episódio da ilha de Gilligan (1964 – 67), intitulado "Beauty isso a Beauty Does", que foi ao ar em 23 de setembro de 1965. Também nesse período (setembro de 1962), ela apareceu como concorrente no popular programa de televisão da CBS What's My Line, descrevendo seu trabalho naquele momento como escritora de comédia na TV. Em sua aparição em 11 de junho de 1959 no You Bet Your Life, Joanna Lee descreve sua carreira e também ganha US $ 3.000 em prêmios em dinheiro. 
Sua carreira de escritor se estendeu de 1962 a 1990, incluindo muitas dezenas de episódios de séries de televisão cômicas e dramáticas, antes de escrever, produzir e dirigir vários filmes de TV e "Afterschool Specials". Em 1971, ela escreveu dois roteiros para o programa de televisão, Room 222.
Em 1973, ganhou o Emmy de Melhor Roteiro de Drama, por um episódio de 1972 do Dia de Ação de Graças dos Waltons. No mesmo ano, ela formou sua própria produtora, que, em 1975, produziu o documentário Babe (também escrito por Lee), sobre a carreira do atleta Babe Zaharias. O filme foi indicado ao Emmy por "Melhor Roteiro em Programa Especial - Drama ou Comédia - Teleplay Original" e ganhou o Globo de Ouro por "Melhor Filme Feito para Televisão".
Ela escreveu o romance e Mary Jane Harper Cried Last Night.
Em 1988, ganhou o Prêmio Humanitas para o garoto que não iria parar: The Kid Who Wouldn't Quit: The Brad Silverman Story. 

## Vida pessoal
Seu filho, Craig Lee, então diretor musical do LA Weekly, morreu de AIDS em 1992.  Outro filho, Christopher Ciampa, apareceu em vários de seus filmes.
Sua autobiografia, A Difficult Woman in Hollywood,, foi publicada em 1999.
Lee morreu de câncer ósseo em 24 de outubro de 2003, em Santa Monica, aos 72 anos de idade.